# Lövbrickan
Lövbrickan är ett naturreservat i Örebro kommun. det omfattar ett område i Kilsbergen. I resevatet finns strandvallar av klappersten liksom ett stort klapperstensfält. med klapperstenar.